# Anton Alén
Anton Alén (Helsinki, 3 juni 1983) is een Fins voormalig rallyrijder. Hij is de zoon van oud-rallyrijder Markku Alén. Tussen 2007 en 2009 was hij actief voor Abarth in de Intercontinental Rally Challenge, rijdend met de Fiat Abarth Grande Punto S2000.

## Carrière

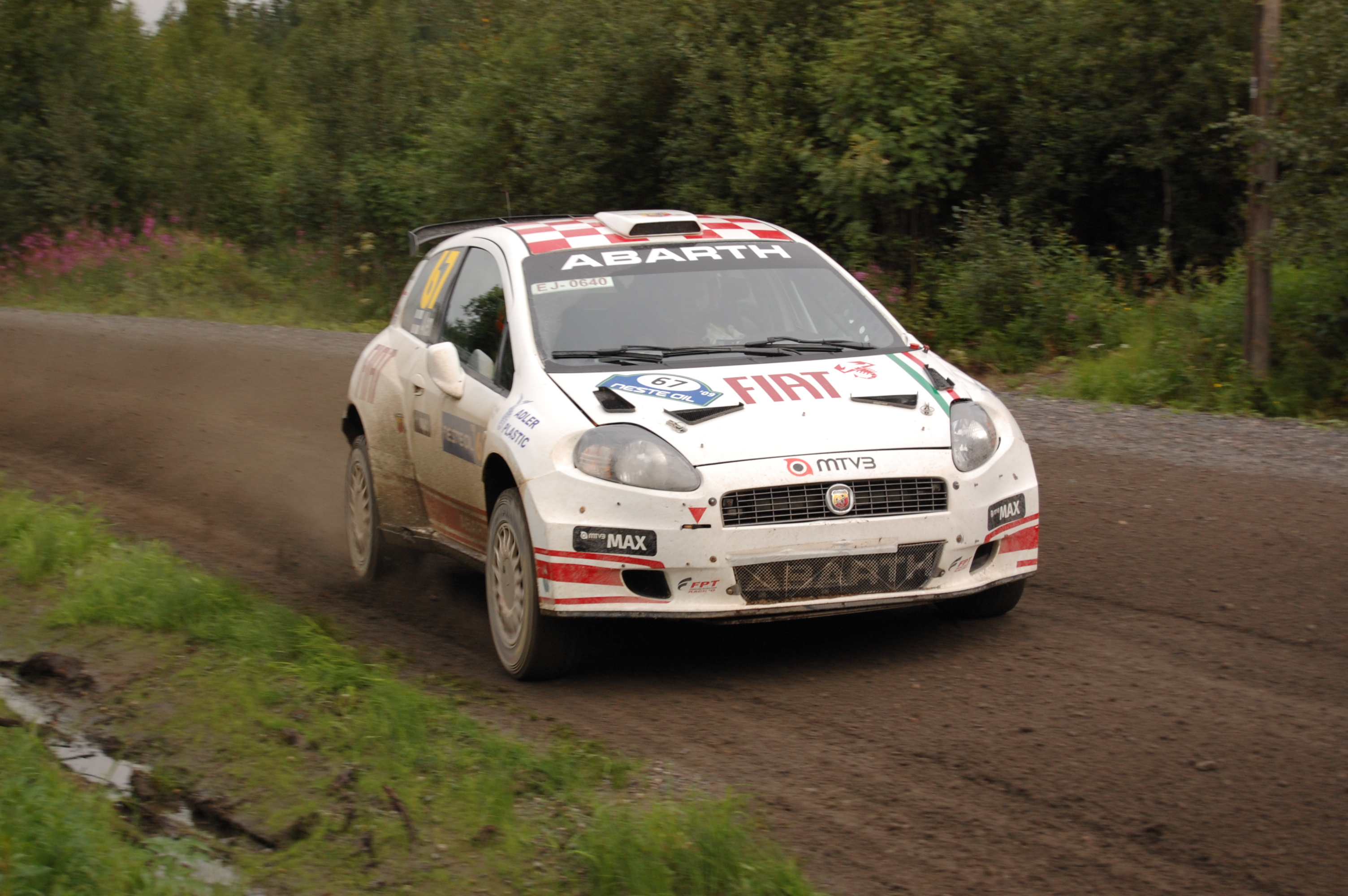
Alén achter het stuur van de Fiat Punto S2000 tijdens de Rally van Finland in 2009

Anton Alén debuteerde in 2005 in de rallysport en maakte datzelfde jaar ook zijn eerste optreden in het wereldkampioenschap rally, in Finland. In het 2006 seizoen won hij met een Subaru Impreza WRX STi twee keer in de productieklasse voor standaard Groep N auto's in het WK, en eindigde in Finland zelfs nipt buiten de top tien op een elfde plaats algemeen. Halverwege 2007 werd hij gecontracteerd door preparateur Abarth, die met de Fiat Abarth Grande Punto S2000 actief waren in de Intercontinental Rally Challenge. Zijn vader Markku Alén was tussen 1974 en 1989 ook werkzaam voor het Italiaanse team, toentertijd in het WK, en wat gepaard ging met grote successen. Anton Alén behaalde in zijn eerste seizoen voor het team de zege tijdens de Rally van Rusland, wat tevens zijn eerste overwinning uit zijn rallycarrière betekende. Deze goede start kende echter niet de gehoopte resultaten in de jaren erna, waarin hij op enkele uitzonderingen na vaak in resultaten onderdeed aan zijn teamgenoten.
In 2010 trok Abarth zich terug van volledige deelname aan het IRC en Alén verbrak vervolgens zijn relatie met het team. Hierna had hij nog een test ondergaan met Proton, maar kwam het niet verder dan dat. Hij zou deelnemen aan de Finse WK-ronde in 2010 met een Ford Fiesta S2000, maar moest daar uiteindelijk forfait aan geven. Alén heeft zich vervolgens stilletjes teruggetrokken uit de sport. 

## Complete resultaten in het wereldkampioenschap rally
| Seizoen | Inschrijving | Auto                           | 1   | 2      | 3   | 4   | 5   | 6   | 7       | 8   | 9       | 10     | 11     | 12  | 13  | 14  | 15  | 16     | Pos. | Punten |
| ------- | ------------ | ------------------------------ | --- | ------ | --- | --- | --- | --- | ------- | --- | ------- | ------ | ------ | --- | --- | --- | --- | ------ | ---- | ------ |
| 2005    | Anton Alén   | Subaru Impreza WRX STi         | MON | ZWE    | MEX | NZL | ITA | CYP | TUR     | GRI | ARG     | DUI    | FIN 33 | GBR | JPN | FRA | SPA | AUS    | –    | 0      |
| 2006    | Anton Alén   | Subaru Impreza WRX STi         | MON | ZWE    | MEX | SPA | FRA | ARG | ITA DNF | GRI | DUI     | FIN 11 | JPN    | CYP | TUR | AUS | NZL | GBR 13 | –    | 0      |
| 2007    | Anton Alén   | Subaru Impreza WRX STi         | MON | ZWE 17 | NOO | MEX | POR | ARG | ITA     | GRI |         |        |        |     |     |     |     |        | –    | 0      |
| 2007    | Anton Alén   | Fiat Abarth Grande Punto S2000 |     |        |     |     |     |     |         |     | FIN DNF | DUI    | NZL    | SPA | FRA | JPN | IER | GBR    | –    | 0      |
| 2009    | Anton Alén   | Fiat Abarth Grande Punto S2000 | IER | NOO    | CYP | POR | ARG | ITA | GRI     | POL | FIN 12  | AUS    | SPA    | GBR |     |     |     |        | –    | 0      |